# Magnus II. (Sachsen-Lauenburg)
Magnus II. von Sachsen-Lauenburg (* 1543; † 14. Mai 1603 in Ratzeburg) war von 1581 bis 1588 Herzog von Sachsen-Lauenburg aus dem Hause der Askanier.

## Leben
Magnus war der älteste überlebende Sohn des Herzogs Franz I. von Sachsen-Lauenburg (1510–1581) aus dessen Ehe mit Sibylle (1515–1592), Tochter des Herzogs Heinrich von Sachsen. Sein Vater hatte vergeblich versucht, dem 11-jährigen Magnus gewaltsam das Bistum Ratzeburg zu verschaffen.
Magnus ging an den schwedischen Hof des Königs Erich XIV. Er verlobte sich mit der Schwester des Königs und wurde 1566 Oberbefehlshaber der schwedischen Truppen im Krieg gegen Dänemark, wurde aber bald vom König selbst wieder abgelöst. Er war im Prozess gegen Nils Sture beteiligt und schloss sich 1568 der Erhebung der Brüder König Erichs gegen diesen an. Nach der Krönung König Johanns III. ging Magnus nach Deutschland zurück.
1571 hatte Magnus’ Vater die Regentschaft zu Gunsten seines jüngeren Sohnes Franz niedergelegt, worauf Magnus Protest einlegte. Er hob in den Niederlanden Truppen aus und rückte gegen Lauenburg vor. Anfang Oktober 1574 eroberte er die Hauptstadt Ratzeburg und ließ sie plündern. Als sich Truppen des niedersächsischen Kreises näherten, um diesen Landfriedensbruch zu ahnden, entließ Magnus seine Truppen und flüchtete nach Schweden.
Auf seinen Gütern in Upland gab er sich dem Alkoholismus und der Gewalttätigkeit hin. König Johann III. belehnte ihn mit der Ordensburg Sonnenburg auf der Insel Oesel. Magnus ließ umgehend den dänischen Statthalter von Arensburg gefangen nehmen und die Stadt Pärnu besetzen. Wegen der zahlreichen Beschwerden und auch weil er seine Gemahlin, des Königs Schwester, brutal behandelte, verlor er die Gunst Schwedens. Er verließ Schweden erneut und Frau und Sohn blieben dort zurück.
Mit seinem Bruder weiter in ständigen Streitigkeiten, ließ dieser Magnus 1588 in Hamburg inhaftieren, nachdem Magnus vom Reichshofrat als regierungsunfähig erklärt wurde. Magnus lebte noch 15 Jahre in Gefangenschaft in einem Turm des Ratzeburger Schlosses. Er wurde in der dortigen Schlosskapelle bestattet.

## Nachkommen
Magnus heiratete am 4. Juli 1568 in Stockholm Sophia (1547–1611), Tochter des schwedischen Königs Gustav I. Wasa, mit der er folgende Kinder hatte:
- Sohn († 1573)
- Gustav (1570–1597), Gouverneur von Kalmar